# Roark Junior
Roark Junior es un personaje ficticio de la novela gráfica Sin City de Frank Miller. En la película de 2005 está interpretado por Nick Stahl.

## Biografía
Secuestró a la joven Nancy Callahan, una niña de once años, para violarla y matarla. Luego Roark Junior es capturado por John Hartigan, el único policía honesto en Basin City. Poco a poco, el pedófilo hijo del senador Roark, se siente intocable. Pero Hartigan, con su revólver, le explota el oído, el antebrazo (para desarmarle) y explota su "arma más querida" (sus genitales), pronunciando la característica línea: "Le privo de sus armas... de las dos".
Protegido por su padre por violación y tratado con hormonas, se convirtió en el Bastardo Amarillo, debido al procesamiento pesado que ha sido sometido. Pero después de ocho años, su mórbido y enfermizo deseo no ha cambiado: él quiere la violación de Nancy Callahan que se convirtió en una estríper. La noche en que probó suerte con Nancy, tras secuestrarla previamente, Hartigan reaparece y le clava una navaja en el estómago, le arranca los genitales y lo golpea hasta matarlo.

## Apariciones en cómics
- That Yellow Bastard (1996)

## Cine
- (2005) Sin City interpretado por Nick Stahl.

- Datos: Q3884344